# Ippling
Ippling – miejscowość i gmina we Francji, w regionie Grand Est, w departamencie Mozela.
Według danych na rok 1990 gminę zamieszkiwało 640 osób, a gęstość zaludnienia wynosiła 195 osób/km² (wśród 2335 gmin Lotaryngii Ippling plasuje się na 515. miejscu pod względem liczby ludności, natomiast pod względem powierzchni na miejscu 1154.).